# Диана Абгар
Диана Абгар (на арменски: Դիանա Աբգար) е арменска писателка и посланичка в Япония на краткотрайно съществувалата Демократична република Армения.
Тя е първата арменка дипломат, може да е и първата жена, назначавана някога на дипломатически пост.

## Биография
Диана Анахид Агабегян, с кръщелно име Гаяне, е родена в град Рангун, Британска Бирма (днес Янгон, Мианмар) на 12 октомври 1859 г. Баща ѝ е индийски арменец, който емигрира в Югоизточна Азия от Нова Джулфа в Персия. Майка ѝ Авет е от областта Шираз в Иран. Диана е седмото и най-малкото дете в семейството. Израства в Калкута и учи в местно училище в манастир. Научава английски и арменски език, както и хиндустани.
Жени се за Апкар Михаел Апкар (Apcar Michael Apcar), потомък на рода Апгар от Нова Джулфа, от същия регион, от който е родом и семейството на Диана. Родът Апкар включва търговци и занаятчии, успели из цяла Югоизточна Азия, най-вече във вноса и износа на полирани с шеллак перли. През 1891 г. Диана се премества заедно с мъжа си в Япония, за да развие семейния бизнес. Семейството има 5 деца, от които 3 оцеляват.
На 67-годишна възраст Диана страда от отслабващо зрение, загуба на слух и артрит. Тези здравословни проблеми водят до смъртта ѝ в Йокохама сутринта на 8 юли 1937 г. Погребана е в гробище за чужденци до съпруга си. Гробът понастоящем е поддържан от токийското „Общество на арменско-японско приятелство“ (Society of Armenian-Japanese Friendship)

## Дипломация
Когато Демократична република Армения получава независимост на 28 май 1918 г., страната не е призната от нито една друга държава. През 1920 г., в резултат от усилията на Абгар, Япония се нарежда сред първите държави, признали независимостта на републиката. Като признак на уважение за усилията ѝ тогавашният външен министър на Армения Хамо Оханджанян (Hamo Ohanjanyan) обявява Диана Абгар за почетен консул на Армения в Япония. По този начин Диана Абгар става първата арменса на дипломатически пост и много вероятно първата жена в света, назначена на дипломатически пост през XX век. След съветизацията на Армения през 1920-те години Абгар е принудена да се откаже от поста си.

## Творчестмо
След като синът ѝ поема контрола над семейния бизнес в Япония, Абгар има много повече време да се съсредоточи върху хуманитарната, литературната и дипломатическата си дейност.
Дава началото на многобройни списания и вестници като The Japan Advertiser („Японският рекламен“), The Far East („Далечният изток“), The Japan gazette („Японската газета“) и „Армения“ (по-късно известна като „Нова Армения“).
Фокусира се в голяма част от литературните си творби върху потиснатите и техните условия на живот. Пише за тежкото състояние на арменците в Османската империя с цел повишаване на осведомеността на света. Написва 9 книги, посветени на Арменския геноцид. До 1920 г. Също така пише много статии относно международните отношения и влиянието на империализма върху световната политика и мир.
Творбите ѝ включват:
- The Great Evil („Голямото зло“). Йокохама, Япония: „Japan Gazette“ Press, 1914, 114 стр.
- Peace and No Peace („Мир и липса на мир“). Йокохама, Япония: „Japan Gazette“ Press, 1912, 101 стр.
- The Peace Problem („Проблемът с мира“). Йокохама, Япония: „Japan Gazette“ Press, 1912, 131 стр.
- On the Cross of Europe’s Imperialism: Armenia Crucified („На кръста на европейския империализъм: Армения разпната“). Йокохама, Япония: 1918, 116 стр.
- In His Name... Yokohama („В негова чест... Йокохама“), Япония: „Japan Gazette“, 1911. 52 стр.
- Betrayed Armenia („Предадената Армения“). Йокохама, Япония: „Japan Gazette“ Press, 1910, 77 стр.
- The Truth about the Armenian Massacres („Истината за арменските кланета“). Йокохама, Япония: „Japan Gazette“, 1910, 26 стр.
- Home Stories of the War („Истории за войната от вкъщи“). Кобе, Япония: The Kaneko Printing Works, 1905, 47 стр.
- Susan („Сюзън“). Йокохама, Япония: Kelly and Walsh, Limited, 1892, 109 стр.